# Duars
Els Duars (Dooars, Dwars, bengali: ডুয়ার্স) són planes inundables al peu de les muntanyes Himàlaia orientals a l'entorn de Bhutan.
Aquesta regió té 850 quilòmetres quadrats de superfície en forma de faixa amb dimensions aproximades de 30 km d'ample i 350 km des del riu Tista a Bengala Occidental fins al riu Dhansiri, a Assam.

## Història
Duar vol dir "porta" en assamès i bengalí, i serien la porta cap a Bhutan. Hi havia 18 duars o camins entre la plana i Bhutan. La regió estava dividida pel riu Sankosh en dues parts:
- Duars Orientals
- Duars Occidentals

Els Duars van passar als britànics la major part el 1865 per cessió de Bhutan derrotada a la guerra del 1864. La resta foren arrabassats a l'estat de Koch Bihar. Actualment la major part són dins de l'estat d'Assam i alguns a l'estat de Bengala Occidental.

## Ecoregió
La regió dels Duars formen part de l'ecoregió de la Sabana i praderies de Terai-Duar.